# 白蛺蝶
白蛺蝶（学名：Helcyra chionippe），为蛺蝶科白蛺蝶屬下的一个种。